# Desensibilizzazione sistematica
La desensibilizzazione sistematica (in inglese Systematic desensitization, SD) o terapia ad esposizione graduale è un tipo di terapia comportamentale impiegata in psicologia per superare fobie, ed altri disturbi dell'ansia. Nello specifico, si tratta di una forma di contro-condizionamento formalmente sviluppata dallo psichiatra sudafricano Joseph Wolpe. Originariamente fu creata ad altre due terapie quali l'apprendimento dell'assertività (Assertiveness Training) per le fobie sociali e la riabilitazione dell'eccitazione sessuale (Behavioral Sex Therapy) per alcune disfunzioni sessuali.

## Caratteristiche
Il processo di desensibilizzazione sistematica avviene in tre fasi:
- Prima fase: viene identificato lo stimolo che provoca ansia, il più dei casi tramite intervista al soggetto. Viene identificata una gerarchia di forme diverse dello stimolo (anxiety hierarchy) ordinate dalla più debole alla più forte, talvolta con l'ausilio di una scala numerica.
- Seconda fase: il soggetto apprende meccanismi per affrontare il disturbo, quali le tecniche di rilassamento muscolare. Lungo un percorso di diverse sessioni, viene insegnato come contrarre e rilassare sequenzialmente diversi muscoli del corpo (gambe, braccia, testa, collo, spalle, torace e stomaco) per raggiungere un livello di rilassamento sempre più profondo. Le sessioni vanno avanti fino a che la pratica non viene padroneggiata. A volte, al posto del rilassamento, vengono impiegati esercizi nei quali il soggetto porta alla mente pensieri gradevoli e rilassanti.
- Terza fase: il soggetto collega i meccanismi appresi con lo stimolo che provoca ansia o fobia, seguendo la gerarchia identificata nella prima fase. All'inizio l'esposizione allo stimolo può essere solo immaginaria, per giungere poi ad una in vivo ma controllata fino allo stadio finale.

Il principio chiave della desensibilizzazione sistematica è quello dell'inibizione reciproca, in accordo con il quale è impossibile che un dato stimolo contemporaneamente provochi ansia e la inibisca; in altre parole: se può essere creata una risposta inibente l'ansia ad uno stimolo provocante ansia, allora tale risposta indebolirà il legame tra lo stimolo e l'ansia. La sistematicità della desensibilizzazione sta nella esposizione gerarchica (graduale) dello stimolo provocante ansia.
Una variante di più recente impiego è il flooding, nel quale il soggetto è esposto allo stimolo provocante ansia direttamente nella sua forma maggiormente incutente paura, senza passare per una esposizione graduale.

## Efficacia
Diversi studi hanno dimostrato l'efficacia della desensibilizzazione per la cura di specifiche fobie su soggetti in grado di apprendere adeguatamente le tecniche di rilassamento. Taluni hanno ipotizzato che la terapia funzioni non per inibizione reciproca ma per la mera esposizione allo stimolo causante paura. Talaltri sono arrivati a dichiarare che l'esposizione graduale in vivo per il trattamento della fobia verso animali è la più efficace terapia psicoterapeutica fino ad oggi nota.